# مجموعه سنت‌شکن: هم‌پیمان
سنت‌شکن: هم‌پیمان یا به اختصار هم‌پیمان (انگلیسی: The Divergent Series: Allegiant)، فیلمی آمریکایی در سبک علمی–تخیلی و ماجرایی به کارگردانی روبرت شونتکه و نویسندگی آدام کوپر، بیل کالج و نوا اوپن‌هایم است. این اولین بخش از دو بخش فیلم سینمایی سوم است که بر اساس رمان هم‌پیمان، آخرین کتاب در سه‌گانه سنت‌شکن به قلم ورونیکا راث ساخته شده است. از بازیگران این فیلم می‌توان به شی‌لین وودلی، تئو جیمز، جف دانیلز، اکتاویا اسپنسر، ری استیونسون، زو کراویتز، مایلز تلر، انسل الگورت، مگی کیو و نائومی واتس اشاره کرد. سنت‌شکن: هم‌پیمان - قسمت اول در ۱۸ مارس ۲۰۱۶ اکران شد.
این فیلم دنباله‌ای بر فیلم سنت‌شکن در سال ۲۰۱۴ و فیلم سنت‌شکن: شورشی در سال ۲۰۱۵ محسوب می‌شود و همچنین بخش دوم دنباله سوم سنت‌شکن: هم‌پیمان با عنوان «صعودگر» (Ascendant) قرار بود در ماه ژوئن ۲۰۱۷ روی پرده سینماهای سراسر دنیا برود. تاریخ اولیه اعلام شده برای اکران «صعودگر» ماه مارس ۲۰۱۷ بود، ولی در دسامبر ۲۰۱۵، کمپانی لاینزگیت فیلم «پاور رنجرز» را به جای تاریخ اکران «صعودگر» نشاند. نام پیشین این بخش قرار بود «مجموعه سنت‌شکن: هم‌پیمان - بخش دوم» باشد که در دهم سپتامبر ۲۰۱۵ اعلام شد که قرار است این بخش از دنباله سوم «صعودگر» نامیده شود. در سال ۲۰۱۸ رسماً پروژهٔ هم‌پیمان - بخش دوم یا همان صعودگر لغو شد.

## بازیگران
- شیلین وودلی در نقش تریس
- تئو جیمز در نقش چهار
- جف دانیلز در نقش دیوید
- مایلز تلر در نقش پیتر
- انسل الگورت در نقش کیلب
- زوئی کراویتز در نقش کریستینا
- مگی کیو در نقش توری
- ری استیونسون در نقش مارکوس
- مکای فایفر در نقش مکس
- دنیل دای کیم در نقش جک کان
- بیل اسکاشگورد در نقش متیو
- اکتاویا اسپنسر در نقش جوهانا
- نائومی واتس در نقش ایولین
- ربکا پیدگئون در نقش سارا
- زاندر برکلی در نقش فیلیپ
- کینان لانسدیل در نقش اوریا
- جانی وستن در نقش ادگار
- نادیا هیلکر در نقش نیتا
- اندی بین[۲] در نقش رومیت